# Axelsberg (metropolitana di Stoccolma)
Axelsberg è una stazione della metropolitana di Stoccolma.
È geograficamente situata all'interno della circoscrizione di Hägersten-Liljeholmen, mentre sul percorso della linea rossa T13 è collocata fra le stazioni Örnsberg e Mälarhöjden.
La sua apertura ufficiale avvenne il 16 maggio 1965, stesso giorno in cui iniziò ad essere operativo il tratto tra Örnsberg e Sätra. Originariamente era stata discussa la denominazione Hägerstens gård, ma venne poi scelto l'attuale nome.
La banchina si trova in superficie, seppur a breve distanza vi sia l'imbocco di una galleria parallela al viale Selmedalsvägen. L'accesso alla stazione è ubicato all'incrocio tra la stessa Selmedalsvägen e la piazza Axelsbergs torg. Il progetto per la costruzione venne affidato all'architetto Magnus Ahlgren, e le decorazioni degli interni sono state curate dagli artisti Leif Bolter, Veine Johansson, Inga Modén e Gösta Wessel.
L'utilizzo medio quotidiano durante un normale giorno feriale del 2009 è stato pari a 2.200 persone circa.

## Tempi di percorrenza
| Linea | Capolinea | Tempo  | Stazione                                                  | Tempo                             |
| T13   | Ropsten   | 25 min | Liljeholmen Slussen Gamla stan T-Centralen Östermalmstorg | 7 min 13 min 15 min 17 min 19 min |
| T13   | Norsborg  | 19 min | Liljeholmen Slussen Gamla stan T-Centralen Östermalmstorg | 7 min 13 min 15 min 17 min 19 min |